# Ieder voor zich
Ieder voor zich is het 5de stripalbum uit de reeks De avonturen van Lucky Luke naar Morris en het 75ste album van Lucky Luke. Het werd in 2012 uitgegeven door Lucky Comics. Het scenario werd net als bij het vorige album geschreven door Daniel Pennac en Tonino Benacquista. Achdé tekende het verhaal.
Naast het verhaal bevat het album ook een pagina met foto's van beroemde broers uit het Wilde Westen: Jesse en Frank James en Cole en Jim Younger van de James-Youngerbende en Wyatt, Morgan en Virgil Earp van het vuurgevecht bij de O.K. Corral.
Tekenaar Achdé heeft in Ieder voor zich een aantal verwijzingen naar eerdere albums gestopt. Onder meer Apache Canyon en Pistol Pete (Bootrace op de Mississippi) passeren de revue. Personage Richman is dan weer een verwijzing naar een oude filmkomiek: Bob Hope.
Ieder voor zich werd in 2012 voorgepubliceerd in Spirou in de nummers 3885 tot en met 3890.

## Verhaal
Averell, William en Jack Dalton zijn het beu dat hun broer Joe de leider speelt. Joe is akkoord om het leiderschap ter beschikking te stellen en stelt een weddenschap voor: wie van de vier het eerste een miljoen dollar bijeen krijgt, mag de leider zijn. Ze ontsnappen uit de gevangenis, wat al snel opgepikt wordt door Lucky Luke, die hen wil terugbrengen.
Joe probeert aan het bedrag te geraken door overvallen te plegen. William gaat zijn geluk beproeven in een casino en door een speling van het lot wint hij driemaal met de roulette, waardoor het casino bankroet gaat en hij de goktent kan opkopen. Hij hoopt als casino-uitbater aan zijn miljoen te geraken. Jack wil een bank overvallen, maar verneemt dat die net is opgekocht door een zekere Richman en geen cash geld meer bevat. Hij gaat de opkoper achterna en gijzelt hem. Hij rekent op een grote som losgeld, maar Richman maakt hem duidelijk dat al zijn geld in aandelen zit vervat en dat zijn aandeelhouders geen cent zullen geven. Hij raadt Jack aan om in de politiek te gaan. Met de hulp van Richman (en zijn centen) - omkopingen en zwartmakerij - wordt Jack burgemeester. De vierde Dalton, Averell, maakt van zijn hobby zijn beroep: hij helpt een Italiaan in diens pizzeria en met zijn verfrissende ideeën wordt het een bloeiende zaak.
Lucky Luke kan het spoor van de vier Daltons snel vinden, maar hen inrekenen blijkt een moeilijke klus. Als burgemeester is Jack juridisch onschendbaar. Casino's vallen buiten de federale wet en zo is William beschermd binnen dat gebouw. Tevreden klanten maken het Luke onmogelijk om Averell op te pakken. Joe is als enige niet beschermd, maar die beschermt zichzelf stevig met een geweer. Luke moet het op een listigere manier aanpakken.
Luke verkleedt zich als bandiet en steelt het miljoen dat Jack, William en Averell door hun activiteiten hebben vergaard. Hij deponeert het bij Joe, die niet snapt waar al die miljoenen plots vandaan komen, en laat de andere Daltons een schijnbaar toevallig verloren plan na waarop Joes schuilplaats als schuilplaats van Luke staat. De broers komen tegelijk bij Joe aan en geven elkaar de schuld van de diefstallen. Ze beginnen op elkaar te schieten, maar het gevecht wordt onderbroken door een oude bekende: Ma Dalton. De moeder van de Daltons kan het niet hebben dat haar zoons eerlijk de kost verdienen. Na hun uitleg beslecht Ma Dalton de ruzie: Joe is het meest geschikt als leider. De andere Daltons leggen zich er bij neer. Dan duikt Luke op en hij rekent de broers in.
Terug in de gevangenis hervatten de Daltons hun normale bezigheden: met elkaar ruziën.